# سنترویل (یوتا)
سنترویل (به انگلیسی: Centerville) شهری در ایالت یوتا کشور ایالات متحده آمریکا است که جمعیت آن در سرشماری سال ۲۰۱۰ میلادی، ۱۵٬۳۳۵ نفر بوده‌است.

## نگارخانه

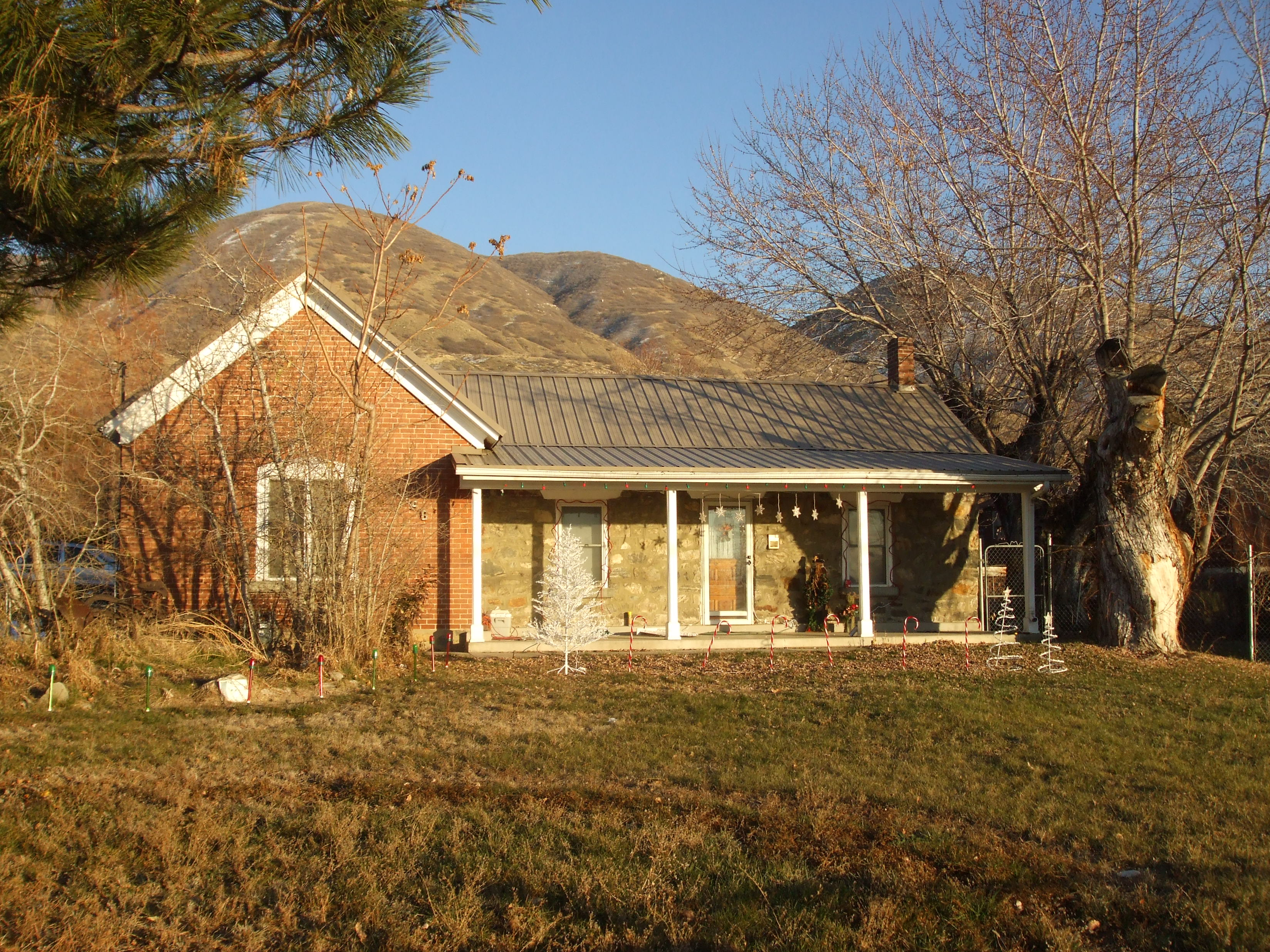
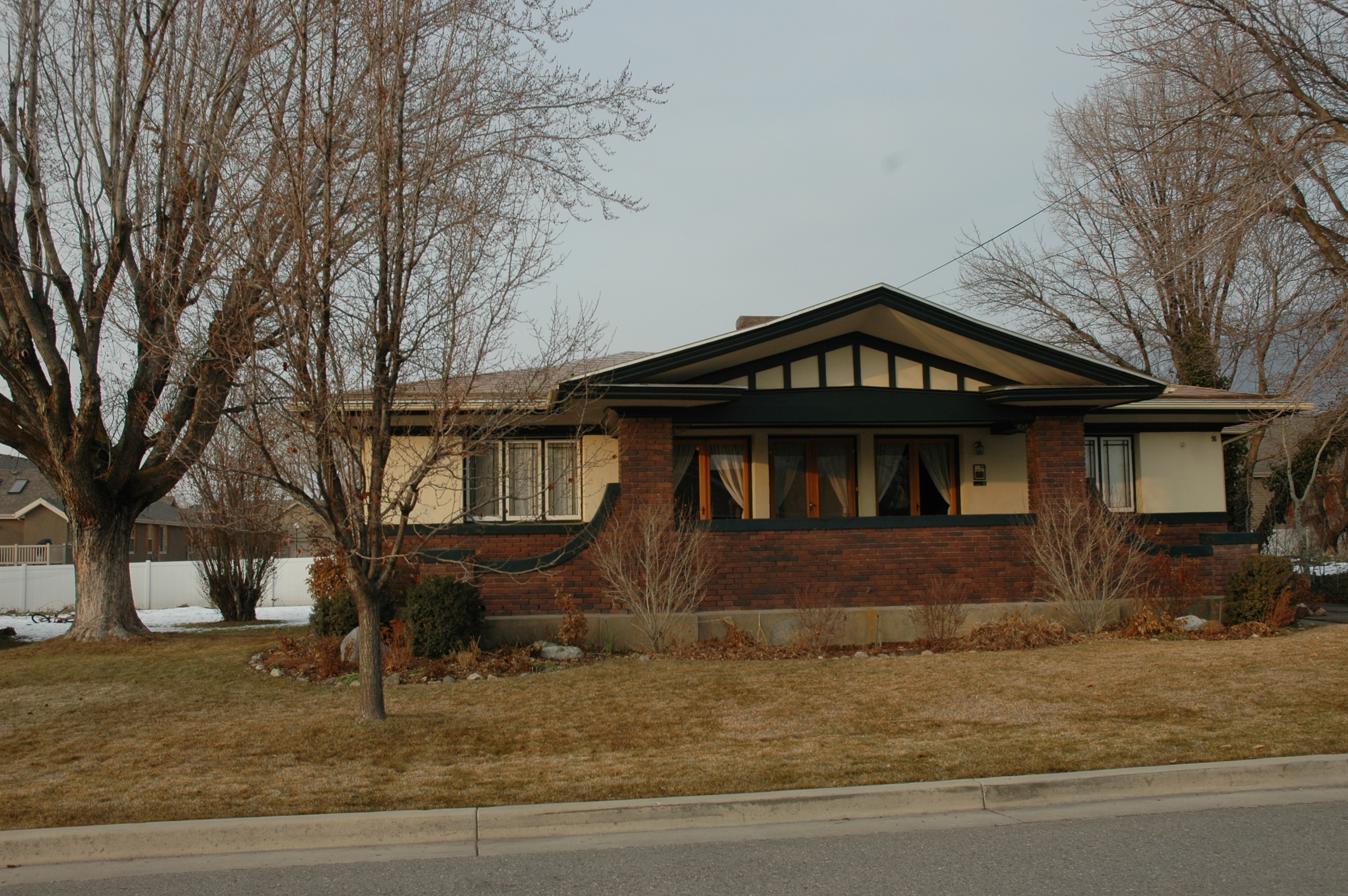
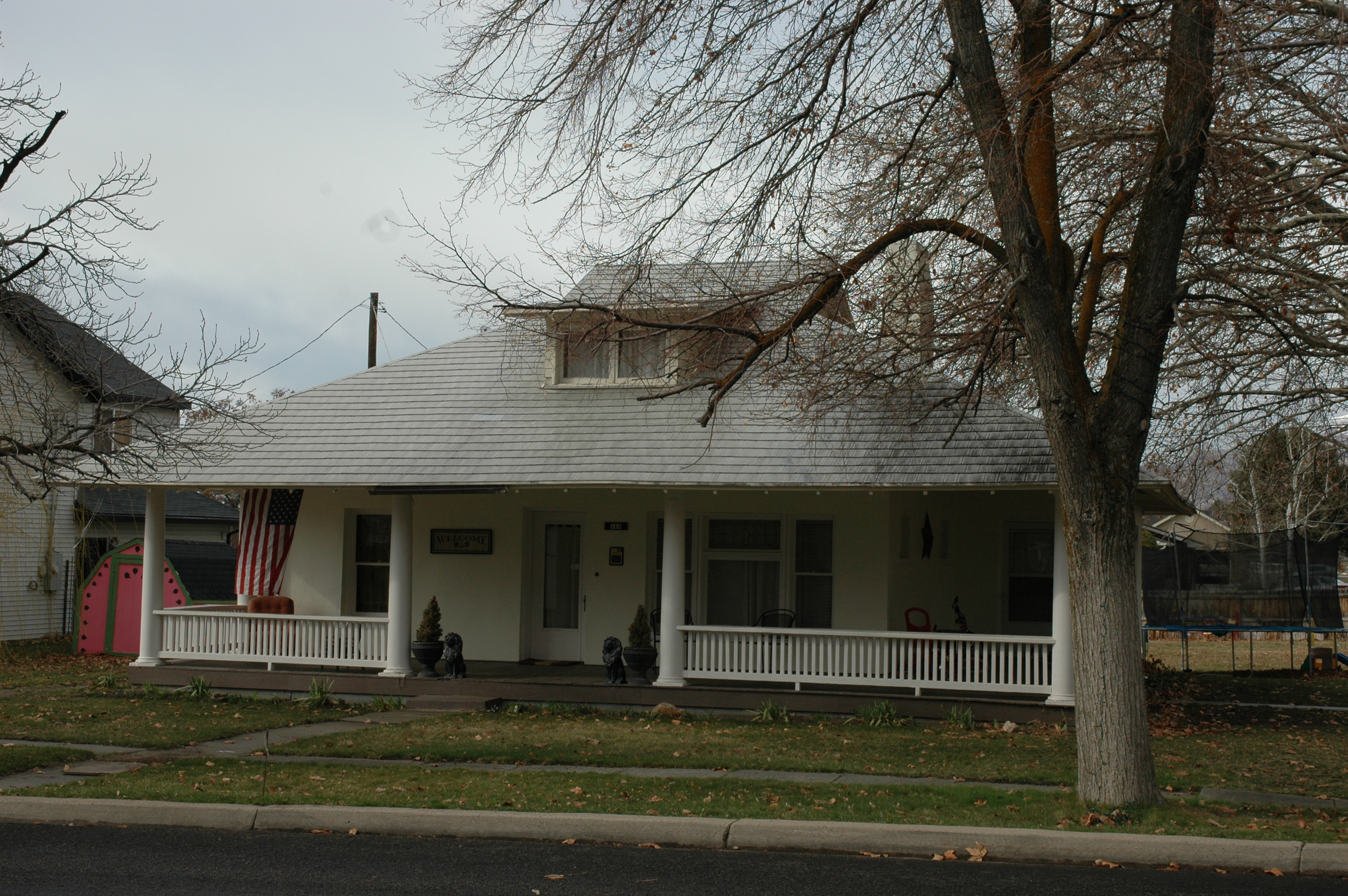
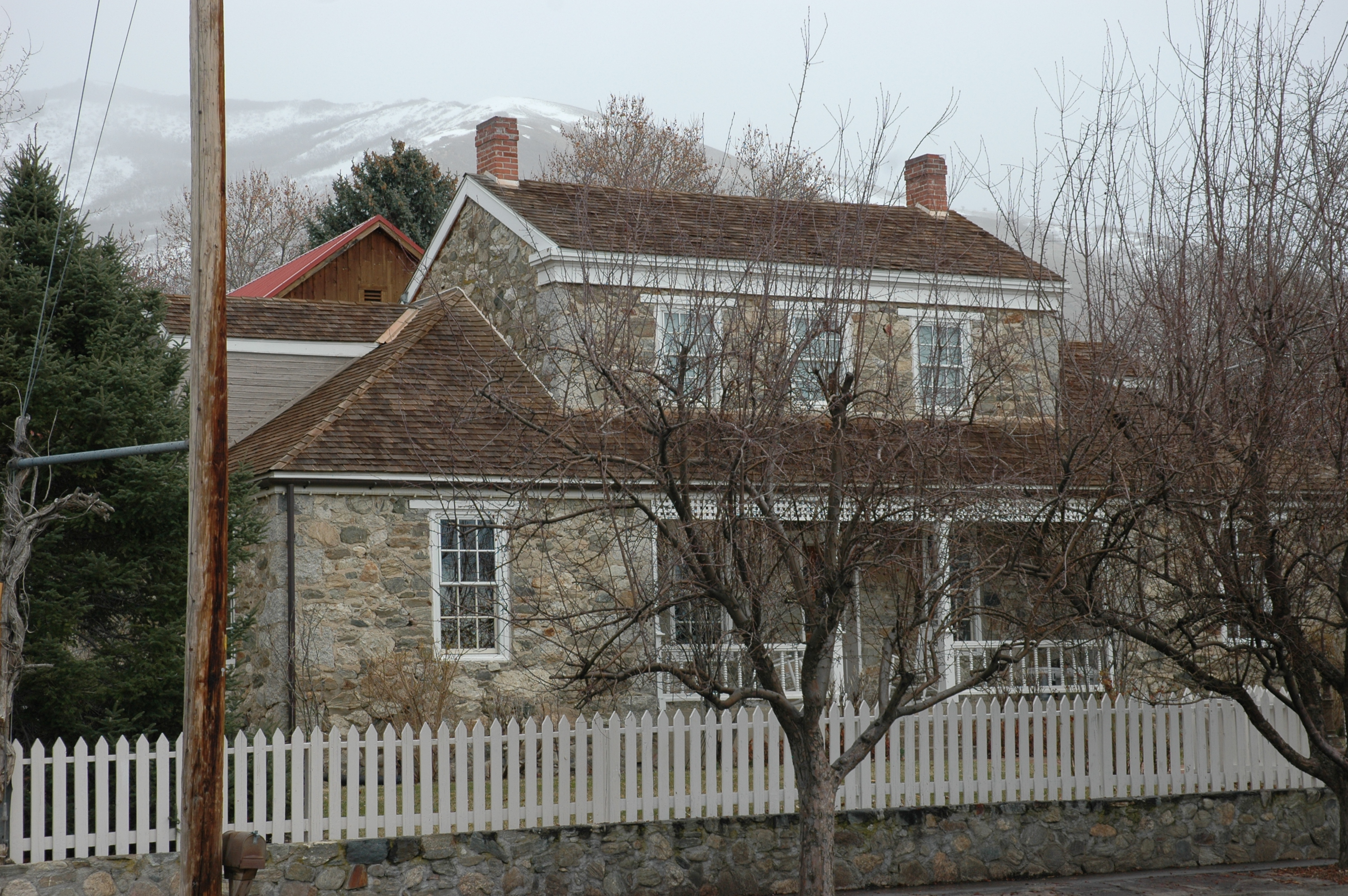
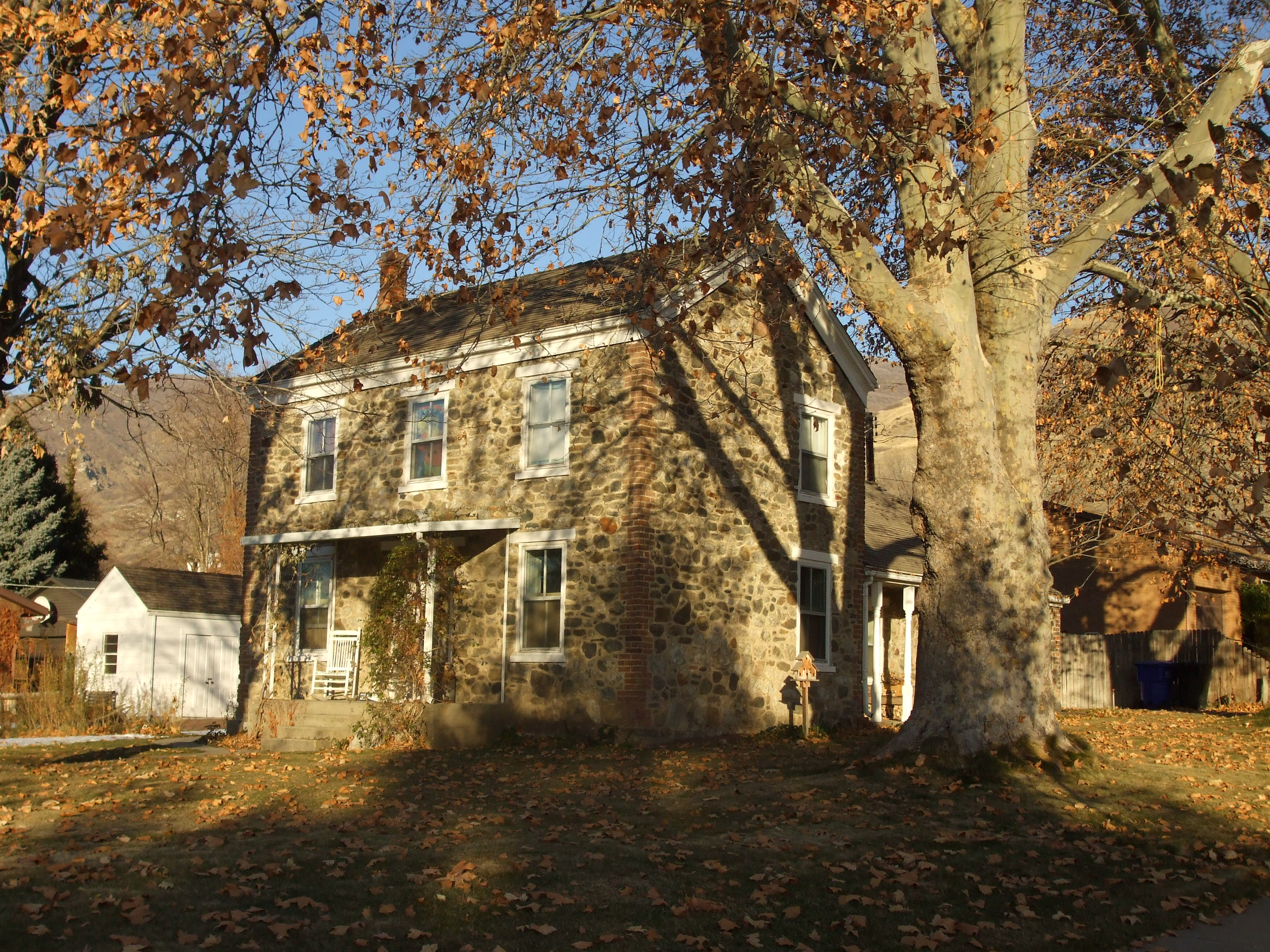
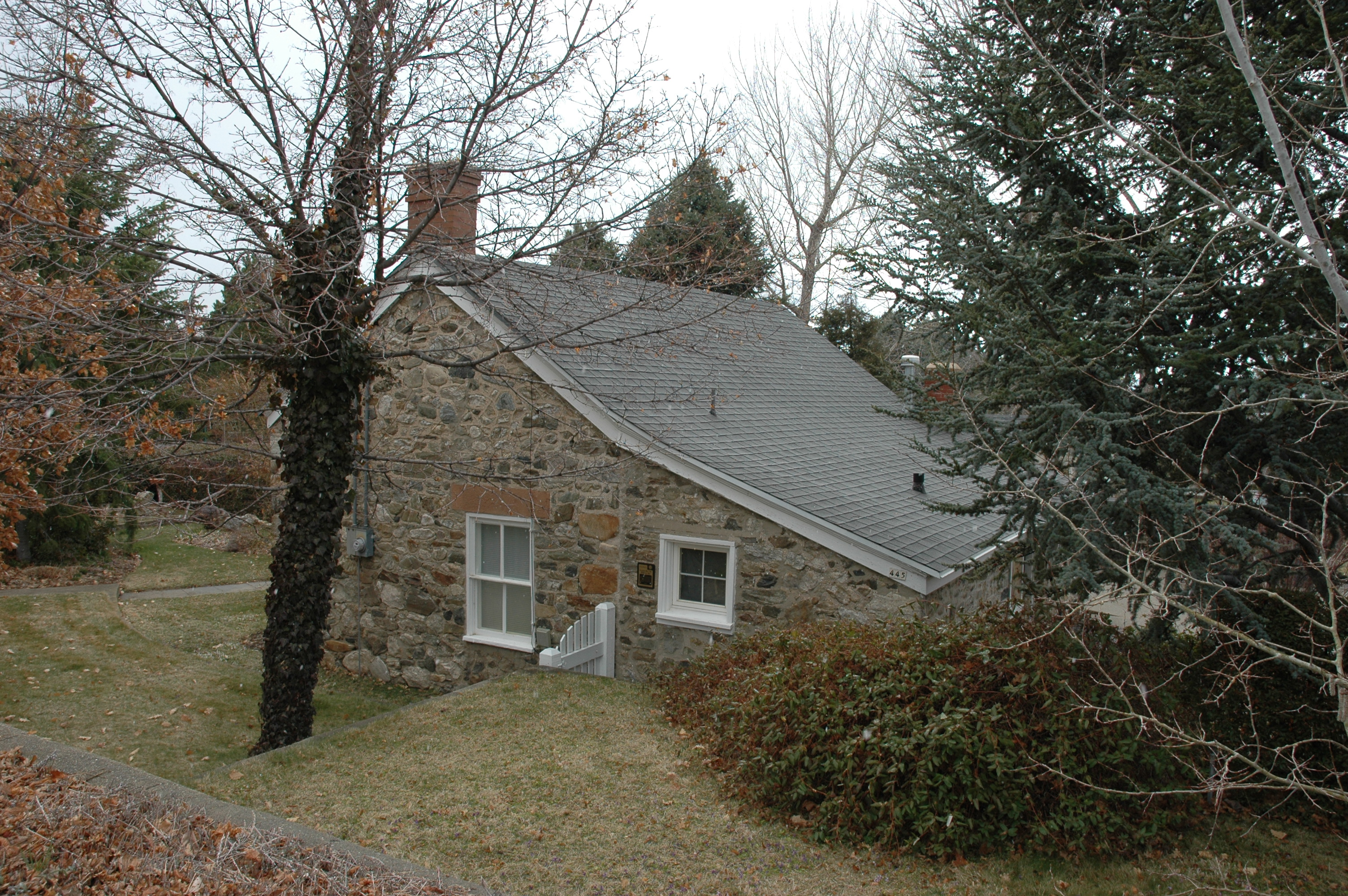